# تناقص الجليد البحري في القطب الشمالي

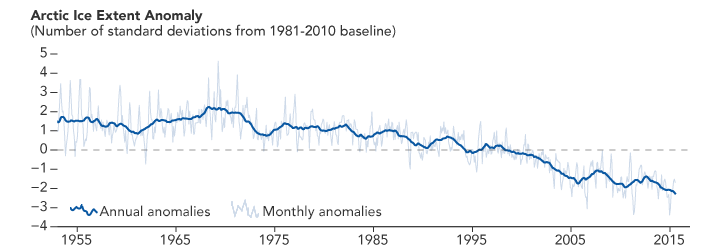

في العقود الأخيرة، أصبح ذوبان الجليد البحري في المحيط المتجمد الشمالي سريعًا جدًا مقارنة بتجمده في فصل الشتاء. يذكر تقرير التقييم الرابع للجنة الدولية للتغيرات المناخية، أن تأثير الغازات الدفيئة هو المسؤول في الغالب عن تناقص الجليد البحري في القطب الشمالي. وجدت دراسة أجريت عام 2007، أن سُرعة هذا الانخفاض هي أكثر من المتوقع عند تجربة محاكاة النماذج. أشارت دراسة أجريت عام 2011، إلى إمكانية إصلاح هذا الخلل من خلال التباين الداخلي الذي يعزز انحسار الجليد البحري الناجم عن غازات الدفيئة خلال العقود القليلة الماضية، وبينت دراسة أجريت عام 2012، إظهار المجموعة الأحدث من عمليات محاكاة النماذج، وهي معدلات تثبت تراجع انخفاض الجليد البحري، مصحوبة بملاحظات دقيقة. ومع ذلك، فقد تبين في عام 2017 عدم حصول هذه المحاكاة النموذجية على معدلات واقعية لانحسار الجليد البحري إلا عندما يكون لديها معدلات كبيرة غير طبيعية وغير واقعية للاحتباس الحراري. أقر تقرير التقييم الخامس للجنة الدولية للتغيرات المناخية، بثقة عالية، استمرارية انخفاض الجليد البحري، ووجود أدلة قوية منذ عام 1979، على الاتجاه الانحداري في نسبة الجليد البحري في القطب الشمالي في فصل الصيف. وقد ثبت بلوغ المنطقة أشد درجات الحرارة منذ 4000 عام على الأقل وامتداد موسم الذوبان على نطاق المنطقة القطبية الشمالية بمعدل 5 أيام كل عقد (من 1979 إلى 2013)، ويسودها تجمد الجليد البحري في فصل الخريف في وقت لاحق. حُددت تغييرات الجليد البحري لتكون آلية للتضخيم القطبي.

## التعريفات

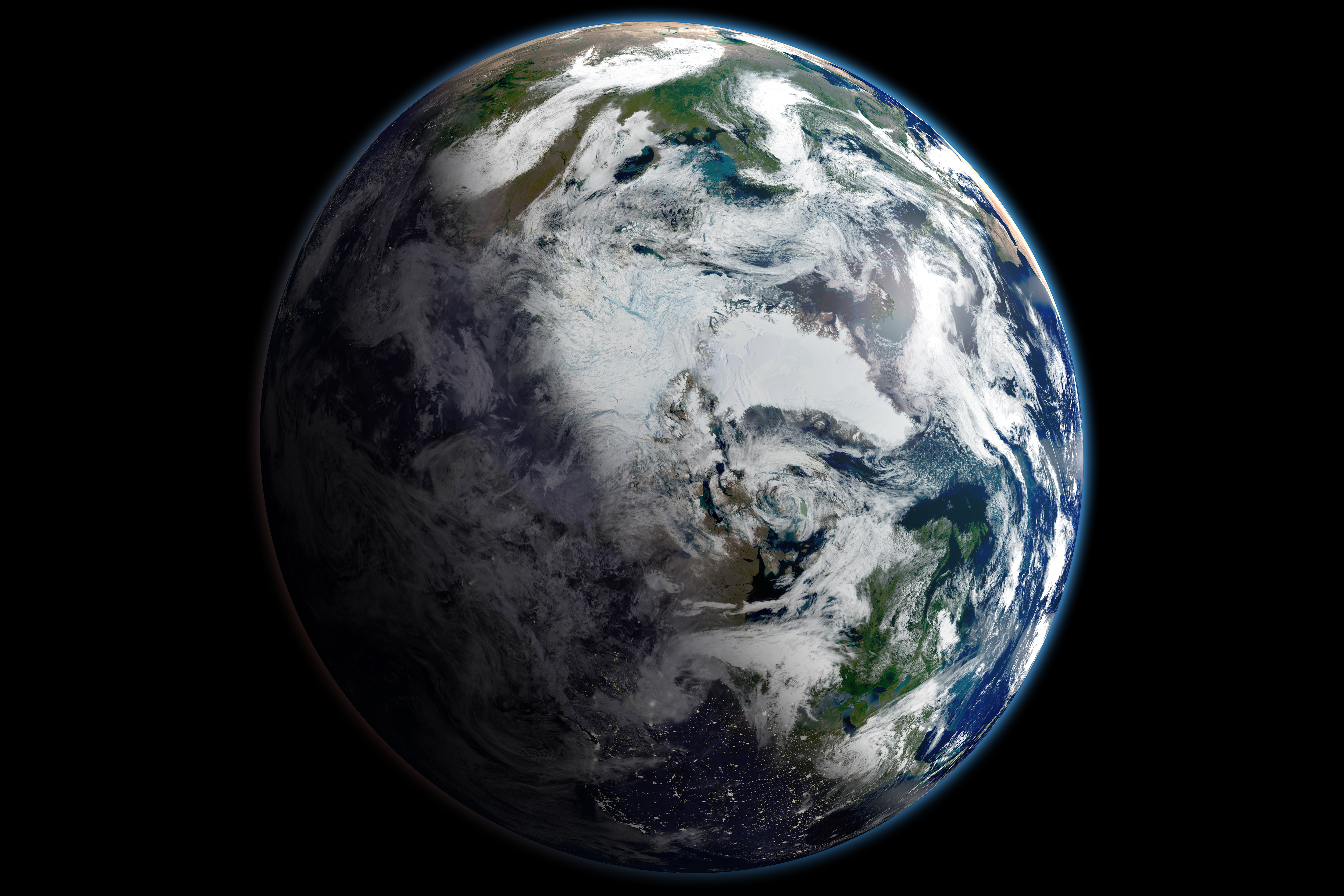
صورة مأخوذة من الفضاء في العام 2012 تظهر ذوبان الجليد البحري في القطب الشمالي.

المحيط المتجمد الشمالي هو كتلة من المياه المتموضعة فوق خط العرض 65 درجة شمالاً. يشير «الجليد البحري في القطب الشمالي» إلى منطقة المحيط المتجمد الشمالي المغطاة بالجليد. يُبلغ الحد الأدنى للجليد البحري في القطب الشمالي في يوم في سنة معينة، وذلك عندما يصل الجليد البحري في القطب الشمالي إلى أقل حد ممكن، وذلك في نهاية ذوبان موسم الصيف، عادة خلال شهر سبتمبر. أما أقصى درجات الجليد البحري في القطب الشمالي، فتُبلغ في يوم من العام الذي يصل فيه الجليد البحري في القطب الشمالي إلى أقصى حد له، بالقرب من نهاية موسم البرد في القطب الشمالي، وعادة خلال شهر مارس. تتضمن تصورات البيانات النموذجية للجليد البحري في القطب الشمالي متوسط القياسات الشهرية أو الرسوم البيانية للحد الأدنى السنوي أو الحد الأقصى.

### جليد البحر والنتائج المناخية
يحافظ الجليد البحري في القطب الشمالي على درجة الحرارة الباردة للمناطق القطبية وله تأثير مهم على معدل البياض (الألبيدو) في المناخ. يذوب جليد بحر القطب الشمالي في الصيف، ويمتص المحيط المزيد من الشمس. تؤدي سرعة ذوبان الجليد البحري إلى امتصاص المحيطات وتسخينها للقطب الشمالي. يملك انخفاض الجليد البحري إمكانية ملحوظة في إسراع وتيرة الاحتباس الحراري وتغير المناخ بشكل كبير.

## المراقبة
وصف مقال نُشر في مارس 1912 في مجلة بوبيولار ميكانكس، المياه المفتوحة في مناطق القطب الشمالي في عام 1911، بأنها سنة ذات درجات حرارة استثنائية (أعلى من المتوسط).

### عصر الأقمار الصناعية
تُظهر المراقبة بالأقمار الصناعية مساحة جليد البحر في القطب الشمالي وامتداده وحجم انخفاضه في العقود الأخيرة. من المتوقع ذوبان الجليد البحري كليًا في فصل الصيف، خلال القرن الحادي والعشرين. يُعرف مدى الجليد البحري على أنه المنطقة المغطاة جليديًا بنسبة 15٪ على الأقل. انخفضت كمية الجليد البحري المتعدد السنوات في القطب الشمالي انخفاضًا كبيرًا في العقود الأخيرة. مثل الجليد الذي كان لا يقل عمره عن 4 سنوات، 26٪ من الجليد البحري في القطب الشمالي في عام 1988. أصبح الجليد بحلول عام 2013، يمثل 7٪ فقط من إجمالي الجليد البحري في القطب الشمالي. قاس العلماء مؤخرًا موجة يصل ارتفاعها إلى ستة عشر قدمًا (5 أمتار) خلال عاصفة في بحر بوفورت في منتصف أغسطس وحتى أواخر أكتوبر 2012. تعد هذه الظاهرة ظاهرة جديدة في المنطقة، إذ عادة ما يمنع الغطاء الجليدي البحري الدائم من تكوين الأمواج. تعمل حركة الأمواج على تكسير الجليد البحري، وبالتالي يمكن أن تصبح آلِيَّةٌ ارْتِجاعِيَّة، ما يؤدي إلى انخفاض الجليد البحري. أظهرت البيانات المستندة إلى الأقمار الصناعية في شهر يناير 2016، أدنى مدى جليدي بحري في القطب الشمالي على الإطلاق في أي شهر يناير منذ بدء التوثيق في عام 1979. لاحظ بوب هينسون من واندرجراوند: 
«يداً بيد مع الغطاء الجليدي الضئيل، كانت درجات الحرارة في جميع أنحاء القطب الشمالي في منتصف الشتاء، دافئة بشكل غير معتاد. قبل بداية العام الجديد، رفعت ضربة قوية من الهواء المعتدل درجات الحرارة، لتتغلب على درجة التجمد، في حدود 200 ميل من القطب الشمالي. سرعان ما تبددت تلك الضربة الدافئة من الهواء، لكن تبعتها سلسلة من الأعاصير الشديدة في شمال المحيط الأطلسي التي أرسلت قطبًا خفيفًا للغاية من الهواء، إلى جانب تذبذب القطب الشمالي بسلبية وبقوة خلال الأسابيع الثلاثة الأولى من الشهر».
كان الدافع وراء انتقال المرحلة المتسارعة من تذبذب القطب الشمالي في يناير 2016، هو ارتفاع درجة حرارة التروبوسفير السريع في القطب الشمالي، وهو نمط يبدو أنه زاد عن ما يسمى بالاحترار الستراتوسفيري المفاجئ. سجل الرقم القياسي السابق لأدنى مساحة مغطاة بالجليد في المحيط المتجمد الشمالي، في عام 2012، انخفاضًا قدره 1.58 مليون ميل مربع (4.09 مليون كيلومتر مربع). استبدل هذا الرقم القياسي السابق الذي سُجل في 28 سبتمبر 2007، والذي كان قدره 1.61 مليون ميل مربع (4.17 مليون كيلومتر مربع). وجدت دراسة أجريت عام 2018 على سمك الجليد البحري، انخفاضًا بنسبة 66٪ أو 2.0 متر على مدار ستة عقود، كما شهدت تحولًا في هيئة الجليد الدائم ليصبح غطاءًا جليديًا موسميًا إلى حد كبير.

## صيف خال من الجليد
غالبًا ما يُعرَّف المحيط المتجمد الشمالي بـ «الخالي من الجليد» عندما «يمتلك أقل من مليون كيلومتر مربع من الجليد البحري»، وذلك لصعوبة إذابة الجليد الكثيف حول أرخبيل القطب الشمالي الكندي. يعرّف تقرير التقييم الخامس للفريق الحكومي الدولي المعني بتغير المناخ «الظروف الخالية من الجليد تقريبًا» عند بلوغ جليد البحر ما يقل عن 106 كم 2 لمدة خمس سنوات متتالية على الأقل. حاول العديد من العلماء تقدير الفترة الزمنية التي ستكون فيها المنطقة القطبية الشمالية «خالية من الجليد». يعتبر البروفيسور بيتر وادهامز من جامعة كامبريدج، واحدًا من هؤلاء العلماء، إذ توقع وادهامز في عام 2014 اختفاء الجليد البحري الصيفي بحلول عام 2020. لاحظ وادهامز والعديد من العلماء الآخرين تحفظ تنبؤات نماذج المناخ للغاية فيما يتعلق بانخفاض الجليد البحري. توقع البروفيسور فيسلو ماسلوفسكي من كلية الدراسات العليا البحرية بكاليفورنيا في عام 2007 ذوبان الجليد الصيفي بحلول عام 2013، ولكن ذلك لم يتحقق. فتوقع في وقت لاحق من عام 2013، ذوبان الجليد في 2016 ± 3 سنوات. تنبأت جريدة في 2006 «باقتراب سبتمبر خال من الجليد بحلول عام 2040». وجدت أوفرلاند ووانج (2013) ثلاث طرق مختلفة للتنبؤ بمستويات الجليد البحري في المستقبل.